# Enchère (bridge)
Pour l’article homonyme, voir Enchère.
L’enchère, au bridge, est l'étape qui précède le jeu de la carte. En pratique, pour jouer au bridge, il est indispensable de connaître un minimum de conventions d'enchères.
Une annonce (ou déclaration) est une Enchère, un Passe, un Contre ou un Surcontre. Chaque enchère est une déclaration indiquant un nombre de levées à faire (de une à sept) au-delà des six premières et une dénomination (une des quatre couleurs ou « sans-atout »). Il y a donc 35 enchères possibles au total.

## Déroulement

### Ouverture des enchères
Le donneur parle en premier et fait la première annonce ; les joueurs fournissent une déclaration à tour de rôle. Les annonces continuent dans le sens des aiguilles d'une montre jusqu'à ce que trois participants passent consécutivement (sauf dans le premier tour où tout le monde a droit à la parole, le quatrième joueur pouvant encore faire une annonce si les trois premiers ont passé).

### Principes
- Chaque enchère doit être supérieure à la dernière enchère effectuée ; cela signifie : 
  - soit demander un plus grand nombre de levées
  - soit enchérir avec une couleur "plus chère" si le nombre de levées est identique

(Exemples : 2♣ est supérieure à 1♠ (et à n'importe quelle enchère au palier de 1) ;  2♦ est supérieure à 2♣, mais inférieure à 2♥ ;  l'enchère la plus faible est 1♣, la plus forte 7SA.)
- On peut toujours passer.
- On peut contrer si la dernière enchère a été faite par un adversaire et qu'elle n'a pas encore été contrée.
- On peut surcontrer si la dernière déclaration autre que passe est un contre effectué par un adversaire.
- On doit alerter lorsque la déclaration utilisée par le partenaire est dite « artificielle » et rend légitime une demande d'explication des adversaires.
- On doit expliquer la signification d'une déclaration du partenaire lorsque (et seulement lorsque) un adversaire le demande[1].

Exemple de séquence d'enchère ou seuls deux joueurs vont enchérir (cet exemple illustre la convention artificielle appelée « Roudi »):
| Nord  | Est   | Sud | Ouest |
| ----- | ----- | --- | ----- |
| 1♦    | Passe | 1♥  | Passe |
| 1SA   | Passe | 2♣  | Passe |
| 2SA   | Passe | 3SA | Passe |
| Passe | Passe |     |       |
| 1. 2. |       |     |       |

### Valeur des enchères au bridge
Chaque enchère est une déclaration indiquant un nombre de levées à faire (de une à sept) au-delà des six premières et une dénomination (une des quatre couleurs ou « sans-atout »). Il y a donc trente-cinq enchères possibles au total.
Signification des paliers d'enchères :
- palier de 1 : (6 + 1) = 7 levées ;
- palier de 2 : (6 + 2) = 8 levées;
- palier de 3 : (6 + 3) = 9 levées (palier minimum pour obtenir le bonus de manche à SA);
- palier de 4 : (6 + 4) = 10 levées (palier minimum pour obtenir le bonus de manche à ♠ ou ♥);
- palier de 5 : (6 + 5) = 11 levées (palier minimum pour obtenir le bonus de manche à ♣ ou ♦);
- palier de 6 : (6 + 6) = 12 levées (palier permettant d'obtenir le bonus de petit chelem);
- palier de 7 : (6 + 7) = 13 levées (palier permettant d'obtenir le bonus de Grand chelem).

Le rang des dénominations est, dans l'ordre croissant : 
1. Trèfle ♣ ;
2. Carreau ♦ ;
3. Cœur ♥ ;
4. Pique ♠ ;
5. Sans-atout (noté SA, ou NT pour No Trump en anglais).

On parlera donc d'une enchère de 3SA, 4♠ ou 5♦, par exemple.
Le terme couleur désigne chacune des séries ♠, ♥, ♦, ♣. Il est très rare au bridge d'utiliser le terme couleur pour désigner ensemble les séries rouges (♥ et ♦) ou les séries noires (♣ et ♠). 
La valeur du contrat est différente selon la couleur d'atout choisie. ♠ et ♥ sont les couleurs majeures, ♦ et ♣ sont les couleurs mineures..

#### Fin
- Si les quatre joueurs passent sans faire d'enchère, le score de la donne est zéro et le joueur suivant devient donneur. Si ce n'est pas une compétition officielle[2], avec l'accord des quatre joueurs, il peut y avoir une redonne avec le même déclarant.
- Sinon, les enchères prennent fin après trois passe consécutifs. La dernière enchère devient le contrat, la ligne l'ayant demandée devient l'attaquant, et le premier joueur de cette ligne à avoir nommé l'atout devient le déclarant. Son partenaire sera le mort. La ligne adverse devient la défense ou le flanc, le joueur situé à la gauche du déclarant devient l' entameur.

Le par de la donne est un niveau d'enchères au-delà duquel aucun joueur n'a intérêt à surenchérir. Il est habituellement déterminé par ordinateur, en connaissance des 4 mains (double mort).

## Systèmes d'enchères et conventions
Les conventions d’enchères, parmi lesquelles les plus connues sont le  Stayman, le Blackwood et le Texas conduisent à l’élaboration d’un système, véritable langage. Parmi les systèmes les plus connus, il y a le SAYC et le SEF, qui font partie de la famille de la  majeure cinquième, mais aussi l’Acol, la famille des trèfles de force, de précision, polonais. 
L’inventeur du trèfle fort et de la majeure cinquième est le champion français Pierre Ghestem, dans les années 1960. En France, le système de la « majeure cinquième » ou standard français, promue par Pierre Jaïs et Michel Lebel est prédominant. Les systèmes à base de trèfle fort permettent d'optimiser les échanges pour décrire le maximum de mains fortes à bas niveau d’enchère mais sont plus difficilement utilisables par des débutants (parce que moins 'naturels' et plus exigeants en mémorisation et en élaboration de défenses contre les interventions).
Ces systèmes s’appuient tous sur des techniques d’évaluation des mains. 
La manière de jouer les cartes peut aussi faire l’objet de conventions.
Deux précisions s’imposent :
- la transmission d’informations entre partenaires au bridge n’est en aucune façon une tricherie, mais bien une manière technique de mettre en œuvre les règles du jeu dans leur plus absolu respect ;
- les informations ainsi transmises sont publiques, c'est-à-dire que toute convention entre partenaires doit être dûment signalée aux adversaires et, à leur demande, clarifiée et précisée.